# Cortrat

Cortrat este o comună în departamentul Loiret din centrul Franței. În 1 ianuarie 2022 avea o populație de 82 de locuitori.